# Дюваль, Альф
Альфред «Альф» Уолтер Дюваль (англ. Alfred "Alf" Walter Duval, род. 1 июля 1941, Сидней, Австралия) — австралийский гребец, серебряный призёр летних Олимпийских игр (1968).

## Биография
Дюваль родился 1 июля 1941 года в Сиднее и учился в колледже Святого Иосифа, где начало заниматься греблёй.
После окончания школы Дюваль посещал Сиднейский гребном клубе и восемь лет подряд входил в восьмёрку от штата Новый Южный Уэльс, которая разыгрывала Кубок Королей на Межгосударственной регате на чемпионате Австралии по академической гребле. Некоторое время Дюваль являлся капитаном этой команды. На чемпионате Австралии по академической гребле 1966 года Дюваль и четверо других участников его команды стали чемпионами Австралии.
В 1964 году Дюваль выходил в четвёрку, занявшую десятое место на летних Олимпийских играх в Токио, а в 1966 году входил в четвёрку, которая участвовала в чемпионате мира по академической гребле 1966 года.
В 1968 году Дюваль с командой завоевал серебряную медаль в соревнованиях мужских восьмёрок на Олимпийских играх в Мексике.
После завершения спортивной карьеры Дюваль занялся тренерской деятельностью.